# Gålö

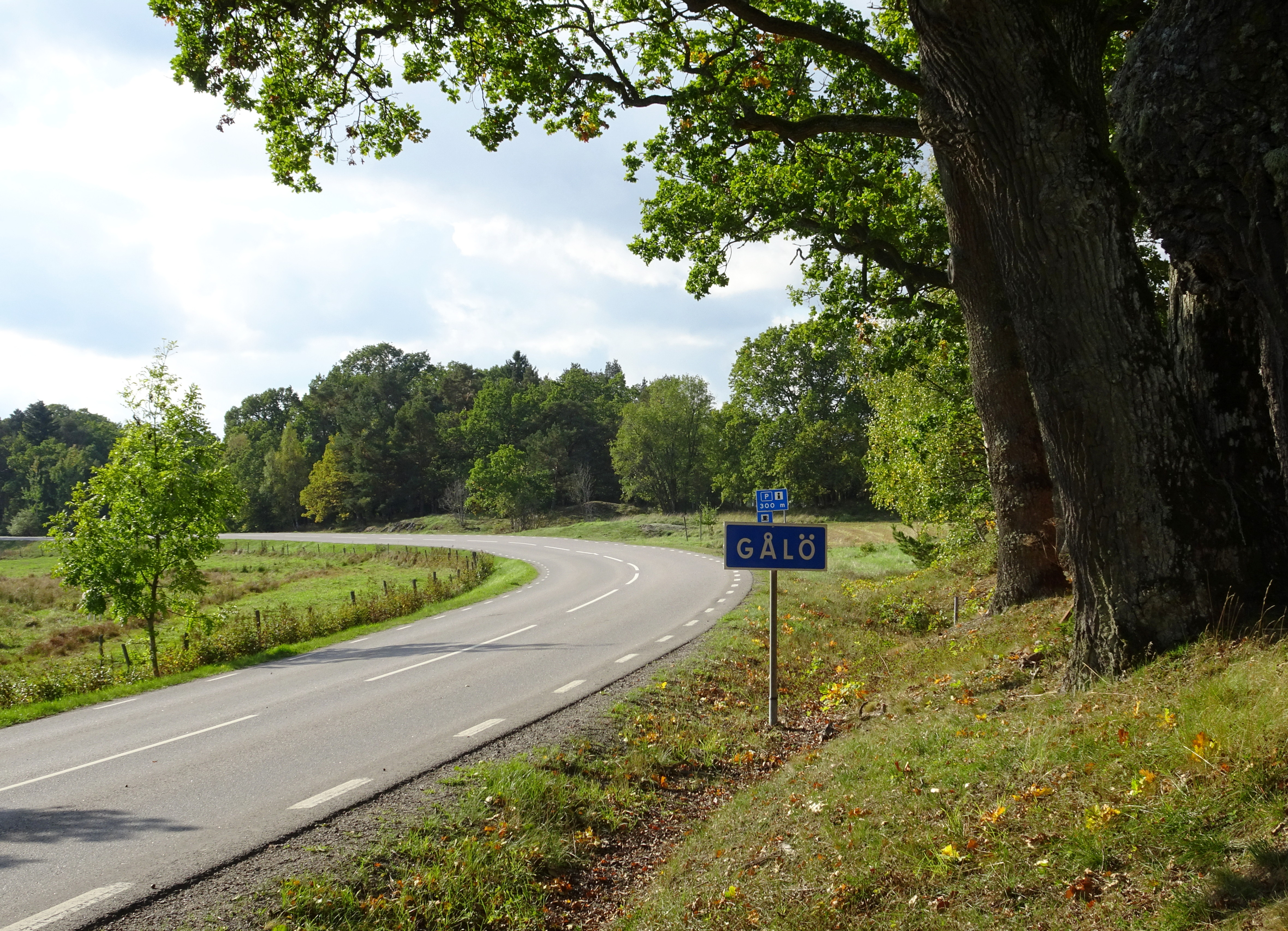
Gålövägen norr om Stegsholms gård.

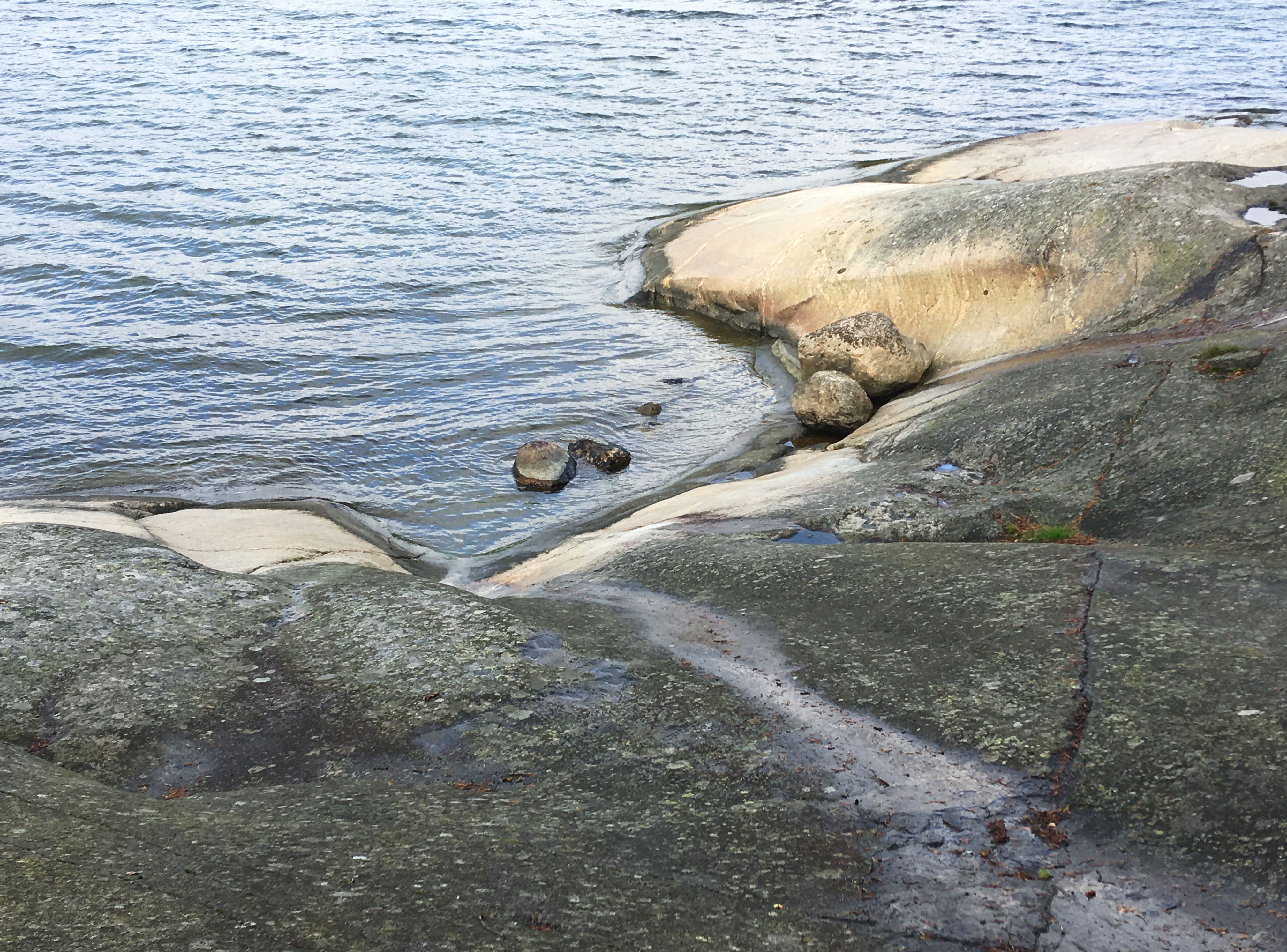
Badklippor vid Gålö havsbad.

Gålö är en halvö belägen nordost om Horsfjärden, innanför Mysingen i Stockholms skärgård, inom Haninge kommun, Stockholms län.  1948 förvärvades Gålö av Stockholms stad och 2006 bildades Gålö naturreservat som omfattar nästan hela ön förutom Sunnansund, Mörudden och västra Oxnö. Längst ut i öster vid Skälåkersviken ligger Gålö havsbad med en av länets längsta sandstränder. Enligt Länsstyrelsen i Stockholms län återfinns Gålös högsta naturvärden i odlingslandskapet kring Stegsholms gård med ett småskaligt kulturlandskap, åkermarker, ekhagar, lundar och betade havsstrandängar.

## Historiska kartor
| Gålös sydvästra respektive nordöstra del på Häradsekonomiska kartan från omkring år 1900. |  | Gålös sydvästra respektive nordöstra del på Häradsekonomiska kartan från omkring år 1900. |
| Gålös sydvästra respektive nordöstra del på Häradsekonomiska kartan från omkring år 1900. |  |                                                                                           |

## Hur Gålö uppstod

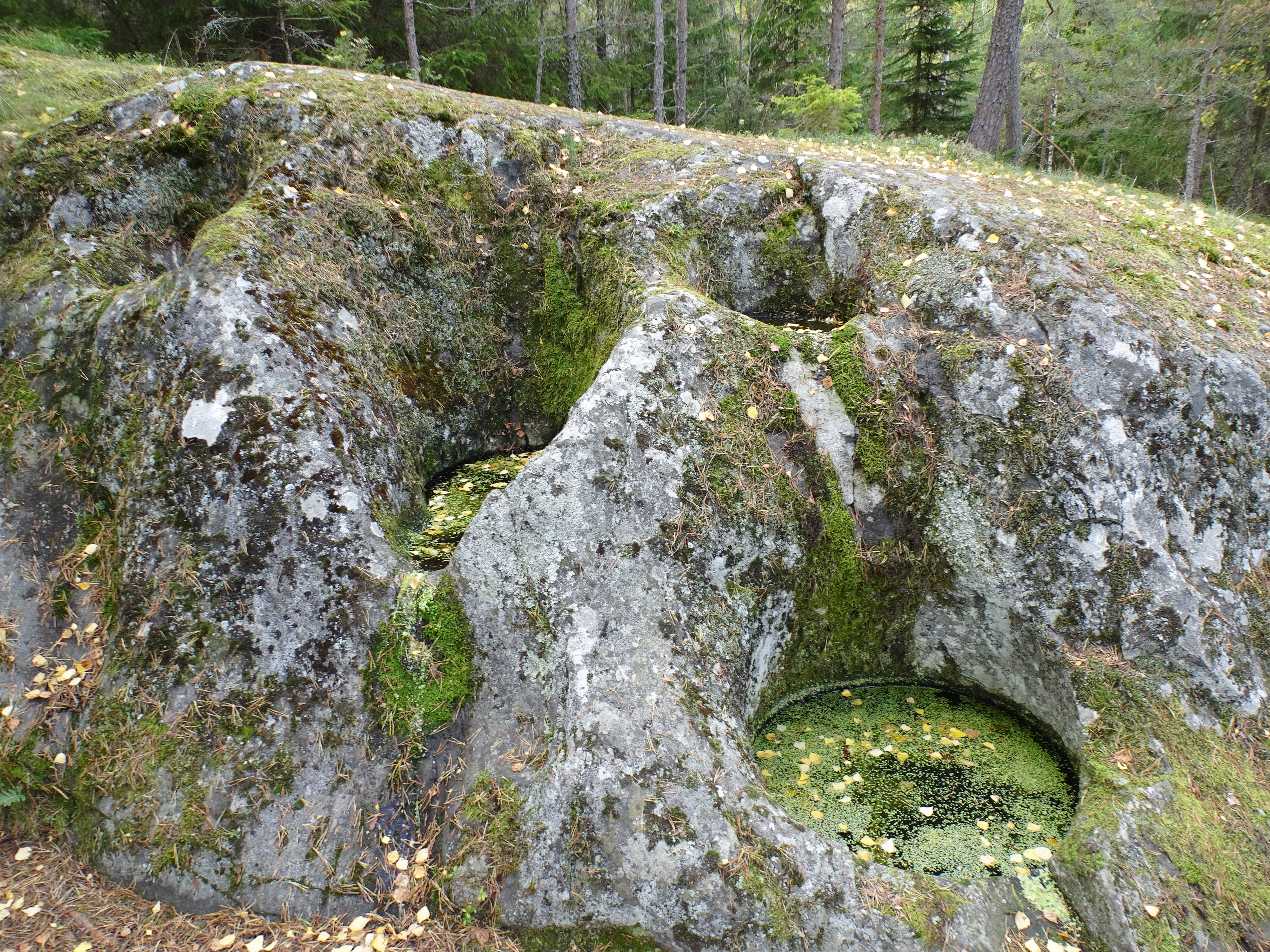
Gålös jättegrytor vid Noor.

Gålös berggrund består av resterna efter en två miljarder år gammal bergskedja, huvudsakligen bestående av gnejser och granit, som utsattes för flera istider. Dagens Gålö är resultatet av landhöjningen som pågår sedan drygt 10 000 år när senaste istiden tog slut och landmassan började höja sig ur Litorinahavet, Östersjöns föregångare (se även Landhöjningen i Stockholm).
För cirka 7 000 år sedan höjde sig öar och skär över havsytan, de första större var dagens Bredberget och Kasberget. De är nu 63 respektive 62 meter höga och utgör Gålös högsta berg. För 1 000 år sedan, alltså utgående vikingatiden, började Gålös kontur ta form men de låglänta områdena låg fortfarande under vatten som delade Gålö i två större öar, omgivna av en mängd mindre öar. Till slut skiljde ett smalt sund Gålö från fastlandet. Sundet låg strax norr om Lindervik och söder om Dalarövägen (dagens länsväg 227). Det fylldes delvis igen år 1850 och på 1940-talet ersattes den gamla bron av en jordbank. Därmed blev ön Gålö till en halvö.

### Gålös jättegrytor
Istidens avsmältande vatten lämnade ett antal jättegrytor på Gålö, exempelvis vid gården Noor, nära Askviken. Här fanns ursprungligen sju jättegrytor i en bergssluttning. Idag är det sex eftersom en förstördes när vägen breddades. De tillhör gruppen isälvsgrytor och åldersbestämdes till 12 600 till 11 500 år före vår tid. Den största grytan har en meter i diameter och är 1,5 till 2 meter djup. Dessa sex grytor ingår i ett band av grytor i ostnordostlig riktning på ömse sidor av grytorna vid Noor. De ligger längs med de med iskanten parallella bergryggarna vilka fungerade som en slags fördämning där vattentrycket ökade och löpstenarna i grytorna fick extra god rotation. Av de sex återstående grytorna var den översta just på gång att skapa en riktig stor gryta. I den ligger löpstenen kvar.
Längs Gålö fornstig, nära Nedre Bihagen finns ytterligare en jättegryta som är nästan två meter i diameter.

## Forntid

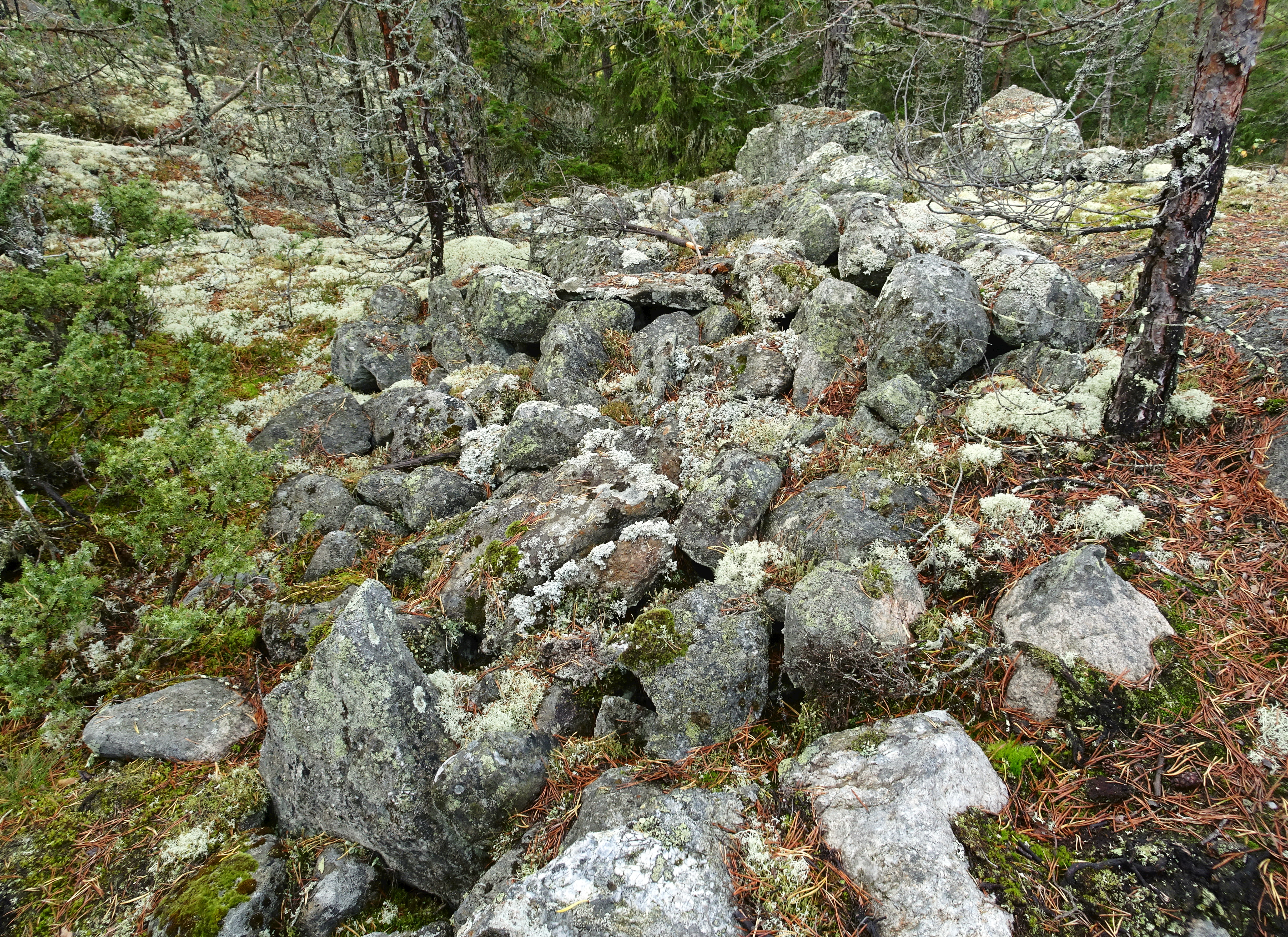
Fornborgen vid Nedre Bihagen.

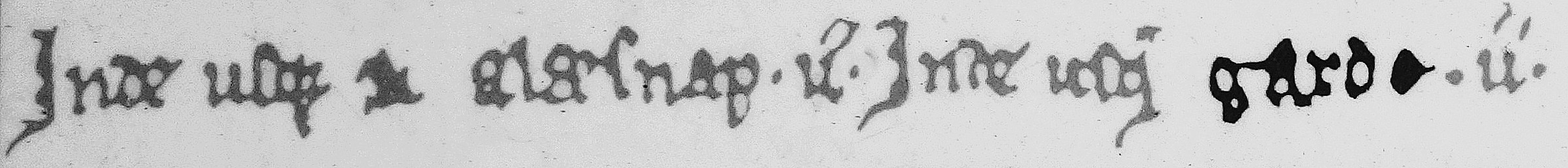
Inde usque alaesnap ii. Inde usque gardö ii.
Härifrån till Älvsnabben II. Härifrån till Gålö II.

De äldsta fynden efter mänsklig aktivitet på Gålö går tillbaka till stenåldern när säljägare och fiskare hade sina tillfälliga boplatser på exempelvis Kasberget (RAÄ-nummer Österhaninge 652) och Bredberget (RAÄ-nummer Österhaninge 649). Kasbergets boplats har en utbredning på ungefär 70x60 meter. 
I ramen för projektet ”Skärgård genom 10 000 år” påträffades fynd av gropkeramik, slaget stenmaterial och brända ben. Under bosättningstiden stod havsstranden cirka 23–25 meter över dagens och boplatsen låg då direkt vid vattnet. Vid den dåtida stranden hittade arkeologer bland annat stora stenkvivar som förmodligen användes vid slakt av sälar. Fynd efter brända ben tyder på att man jagade en liten sälart, vikaren. Här passerar idag den 3,8 kilometer långa Gålö fornstig som invigdes 2011. Längs slingan berättar sex informationstavlor om utvecklingen och aktiviteter under 10 000 år. Bland stationerna märks fornborgen nära torpet Nedre Bihagen (RAÄ-nummer Österhaninge 23:1). Den har stora likheter med fornborgen nära gården Nor och hade troligen religiösa, ceremoniella funktioner.
Mer permanent bosättning uppstod under yngre järnåldern som flera fornborgar och gravfält kan vittna om. Då stod havsytan ungefär fem meter över dagens och en viktig farled, Kung Valdemars segelled, gick förbi mellan Gålö och fastlandet. Den beskrevs av den danske kungen Valdemar i Kung Valdemars jordebok på 1200-talet. Skriftstycket är på latin och innehåller ordet Gardö (ön med gårdar) som är det äldsta skriftliga belägget för namnet Gålö. Översättningen lyder: Härifrån till Älvsnabben II. Härifrån till Gålö II. Siffrorna syftar på veckosjöar, alltså det avstånd som ett roddlag kunde ro innan det blev avbytt (i detta fall cirka 8 kilometer).
Gården Frönäs på västra Gålö antas härstammar från vikingatiden. Namnets förled ”Frö” kommer från fruktbarhetsguden Frö (Frej) och nära gården finns ett gravfält med ett 15-tal järnåldersgravar. Även gården Nor (eller Noor) innanför Askviken har ett fornnordisk namn som betyder ”smalt sund” och syftar på sundet som delade Gålö i två öar. Vid Nor återfinns en av öns största fornborgar som ligger på toppen av den skogklädda udden i Askviken (RAÄ-nummer Österhaninge 28:1).

## Medeltid
Efter vikingatiden fick Gålö viss betydelse för Tyska orden genom riddaren, Karl Ulfsson, som efter sin död 1260 testamenterade ett flertal gårdar i Sverige till orden. En av gårdarna var föregångaren till dagens Årsta slott med underlydande Gålö. På 1400-talets mitt såldes Gålö till dansken Erik Axelsson Tott. Därefter följde många ägoskiften genom arv och försäljningar som går parallellt med ägarelängden för Årsta slott.

## Nyare historik och dagens bebyggelse

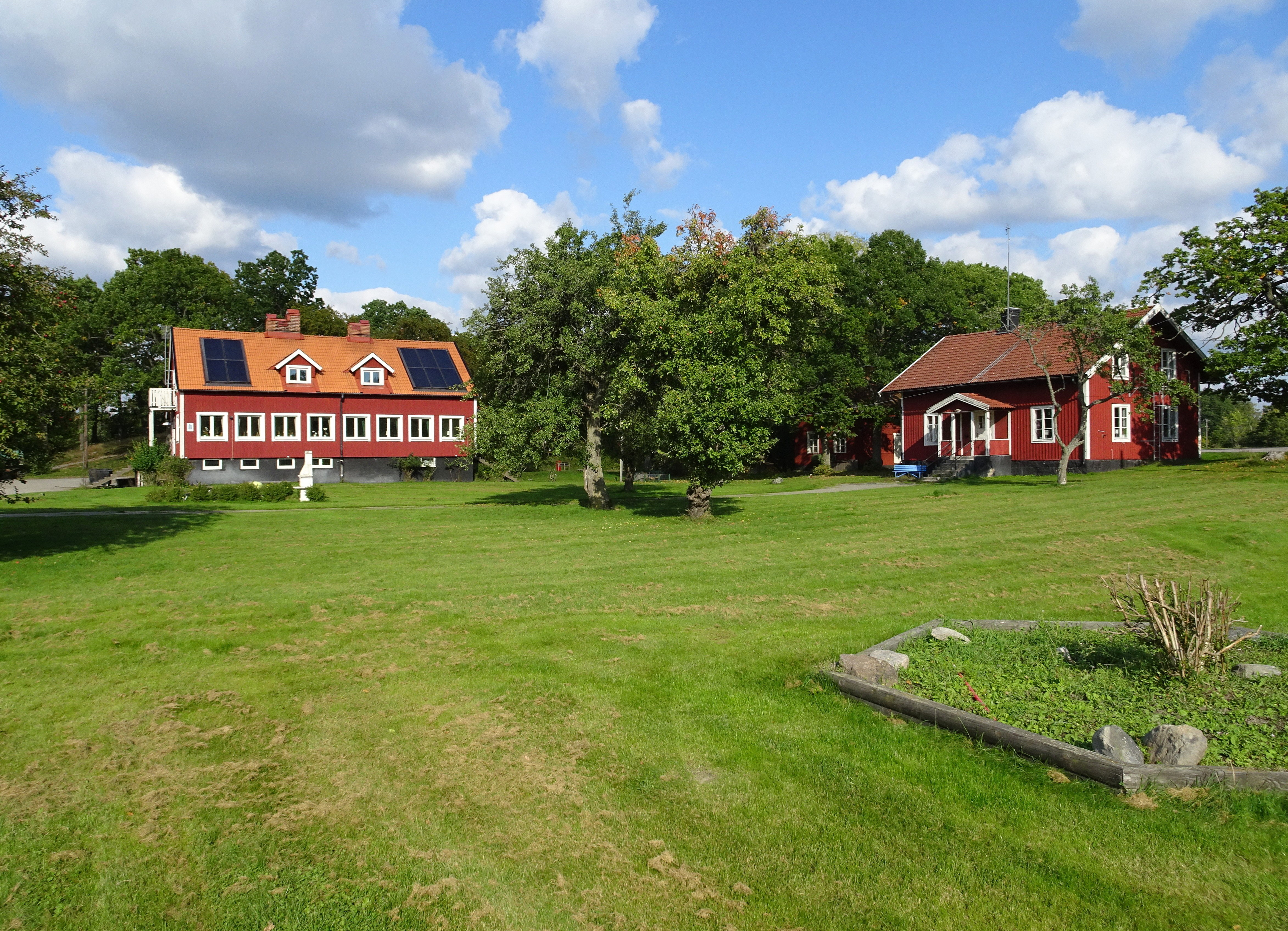
Stegsholms behandlingshem.

Gålös bebyggelse brandskattades 1719 under Rysshärjningarna, varför dagens äldsta byggnader härrör från 1700-talets mitt och senare. Flera gårdar på Gålö har en för ön typisk konstruktion från slutet av 1800-talet, där bostaden och stallet är sammanbyggda. Stalldelen är uppfört av sten medan bostadsdelen är byggd av timmer. Exempel härför är Skälåker (restaurangbyggnaden för Gålö havsbad) och Morarna (museibyggnaden för Gålö Gärsar hembygdsmuseum). 
Stegsholms gård på norra Gålö är ett gods från medeltiden som då låg under Årsta slott vilket i sin tur ägdes av Tyska orden. Förleden i namnet Stegsholm är det gamla ordet ”stäk” som syftar på en farledsspärr som kan ha funnits i sundet som delade Gålö från fastlandet. Under Stegsholm låg en mängd torp och flera arrendegårdar. 
Fram till 1853 hade Gålö (förutom Sunnansund) samma ägare som Årsta, nämligen den finländske brukspatronen Karl Fredric Bremer. När arvingarna efter brukspatron Bremer sålde Årsta 1853, delades Gålö av och köptes av tobaksfabrikören Wilhelm Hellgren från Stockholm. 1857 anges Johan Theodor Molin och garverifabrikören Johan Henrik Windrufva som ägare. Den senare gick i konkurs och 1860 förvärvades Gålö för ”Prins Carls uppfostringsinrättning för fattiga barn” av advokatfiskalen Johan Gustaf Ferdinand Hörstadius. Köpeskillingen var 170 000 Rdr.
År 1860 började på Stegsholm ”Prins Carls uppfostringsinrättning för fattiga barn” sin verksamhet med Prins Carl (sedermera kung Carl XV) som beskyddare (se Gålöstiftelsen). Fram till 1968 fanns Gålö lantbruksskola på Stegsholm. Idag har gården ett behandlingshem och man bedriver aktiv jordbruk och djurhållning med bland annat 40 mjölkkor samt ungefär 120 ungdjur och köttdjur. 
År 1948 förvärvades Gålö av Stockholms stad med undantag av Sunnansund och västra delen av Oxnö som ägs av försvarsmakten. Tanken bakom köpet var att kunna erbjuda stockholmarna ett stort rekreationsområde för fritid och semester. Sedan 1998 ägs och förvaltas större delen av Gålö av Skärgårdsstiftelsen som utarrenderar alla kommersiella verksamheter och även jordbruket. 
Frönäs gård längst ut i väster antas vara öns äldsta gård med anor från vikingatiden. Frönäs var arrendegård under Stegsholm. Här finns idag ett gårdsmejeri och djurhållning av getter.
Gården Nor (eller äldre Noor) ligger nedanför en av Gålös fornborgar och nära det forntida sund som en gång i tiden delade Gålö i två öar. Nor omnämns 1327 (in norom) och var senare en arrendegård under Stegsholm. Mangårdsbyggnaden härrör från 1908 och är gestaltad i nationalromantisk stil.

### Militär närvaro
Sedan 1942 finns militär närvaro på Gålös sydvästra hörn. Här inrättades Gålöbasen som fanns kvar i olika former fram till 1985. Området är fortfarande ett inhägnat skyddsobjekt och inte tillgängligt för allmänheten. Basen är idag hemmahamn för marinens veteranflottilj. I ramen för "En Dag I Paradiset" öppnas grindarna en gång om året för allmänheten.
Inte långt från Gålöbasen ligger Försöksstationen Palmen som var en hemlig militäranläggning där marinen under andra världskriget tränade gråsälar och knubbsälar att bland annat leta efter fientliga ubåtar i undervattensläge. Verksamheten upphörde i april 1945. I ett EU-projekt kallat Footprints of Defence in the Archipelago öppnades 2018 den gamla sälstationen för allmänheten.

### Bilder, byggnader (urval)

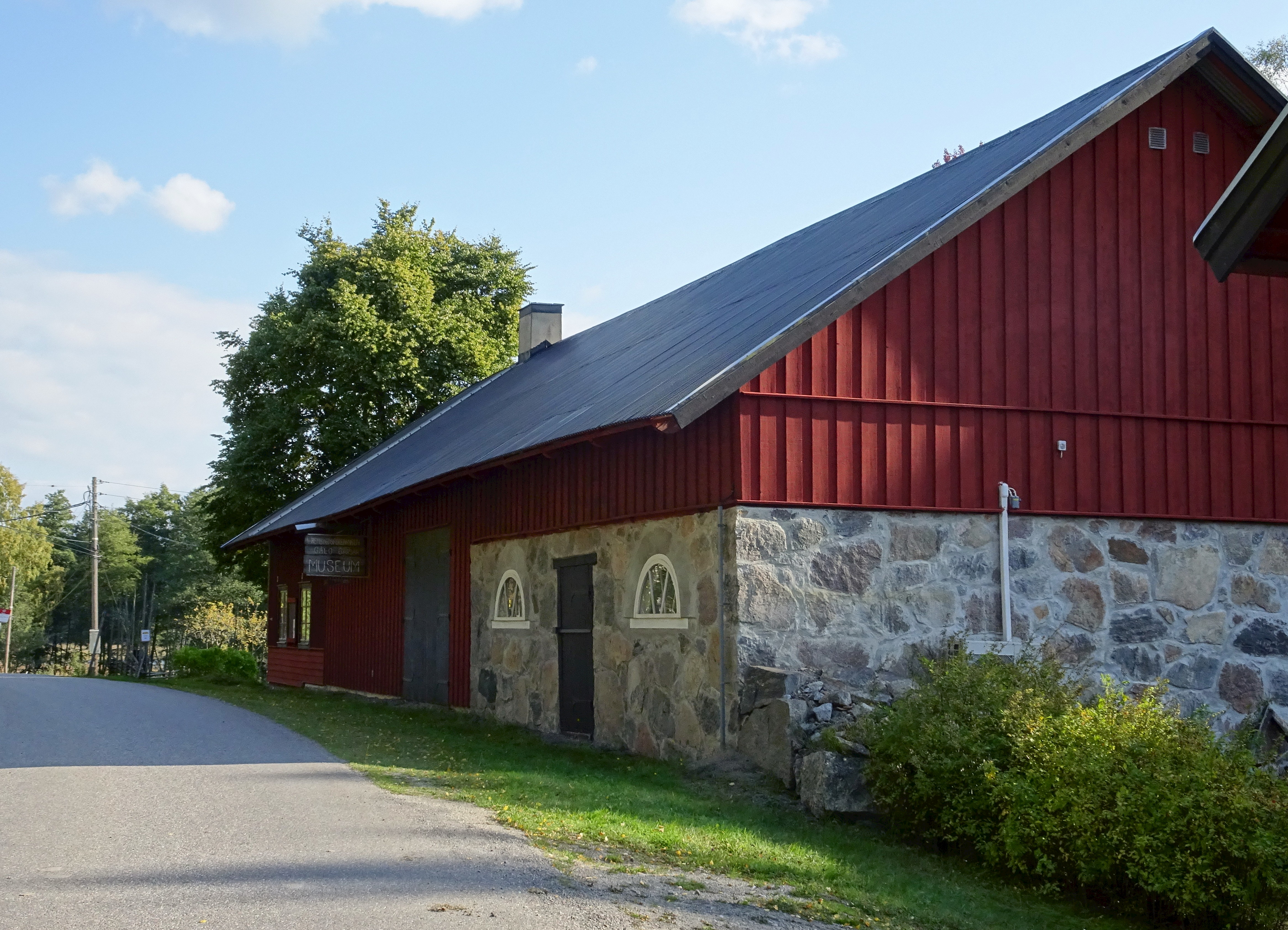
Morarna (Gålö Gärsar museum)
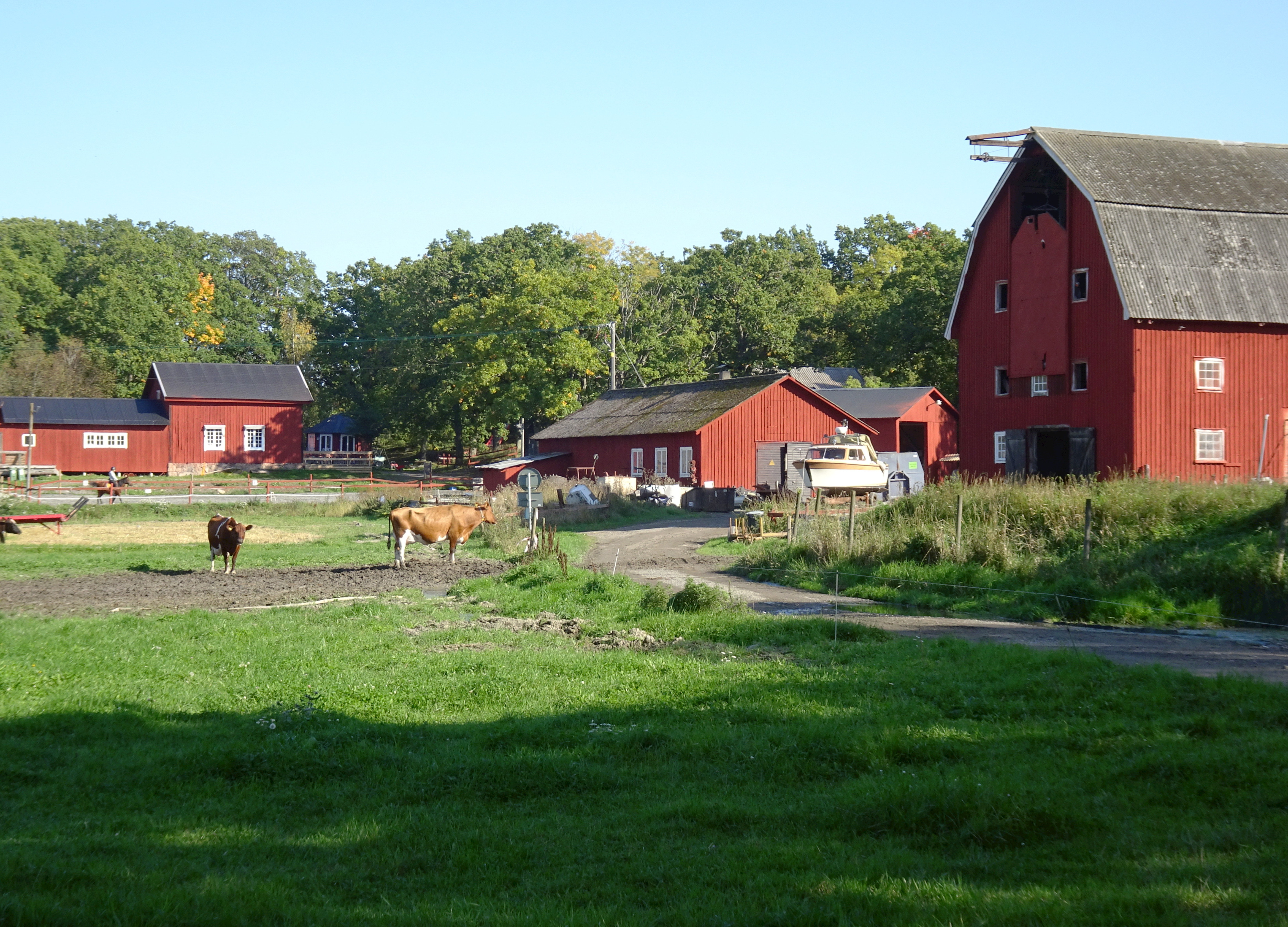
Stegsholms gård
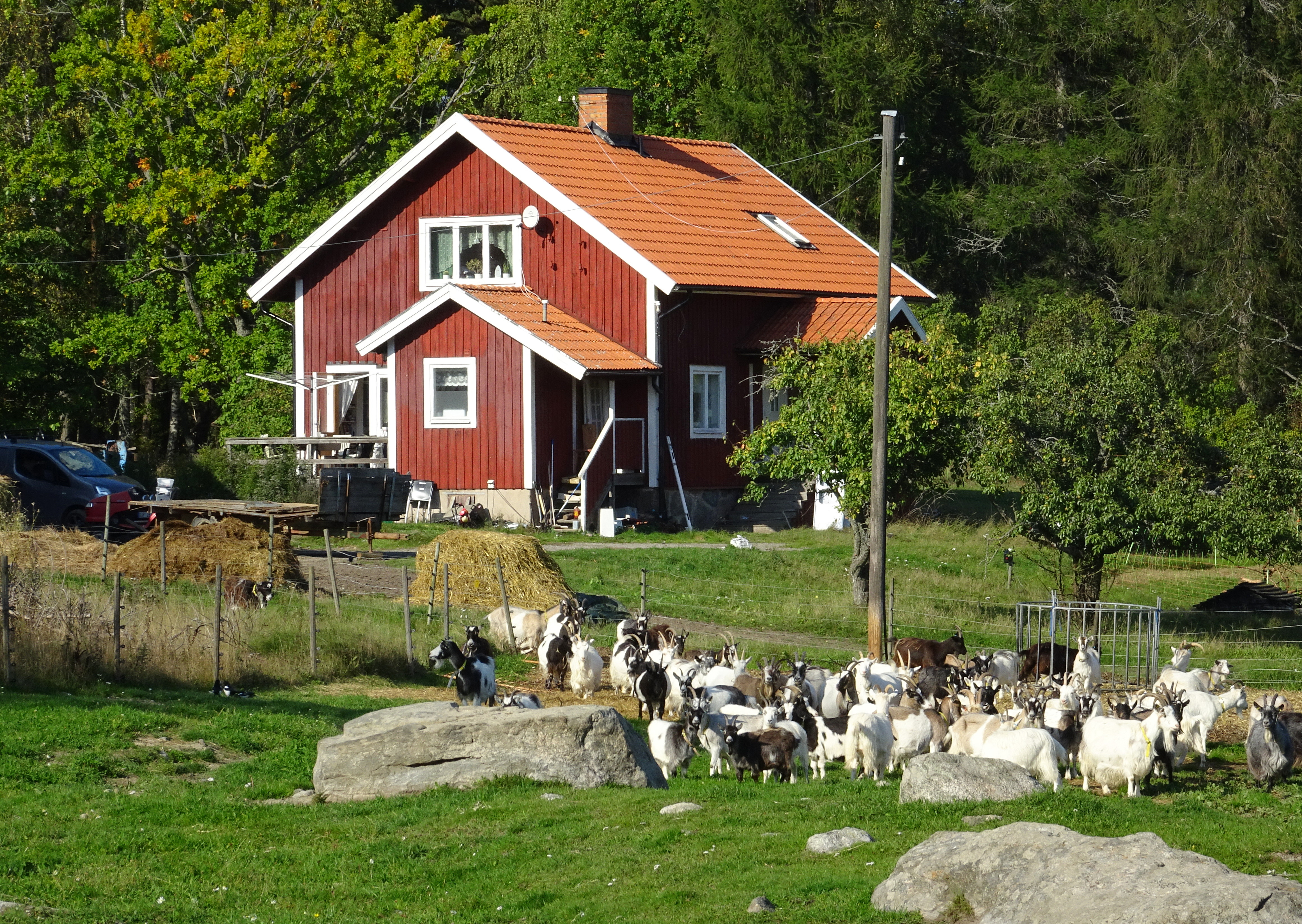
Frönäs gård
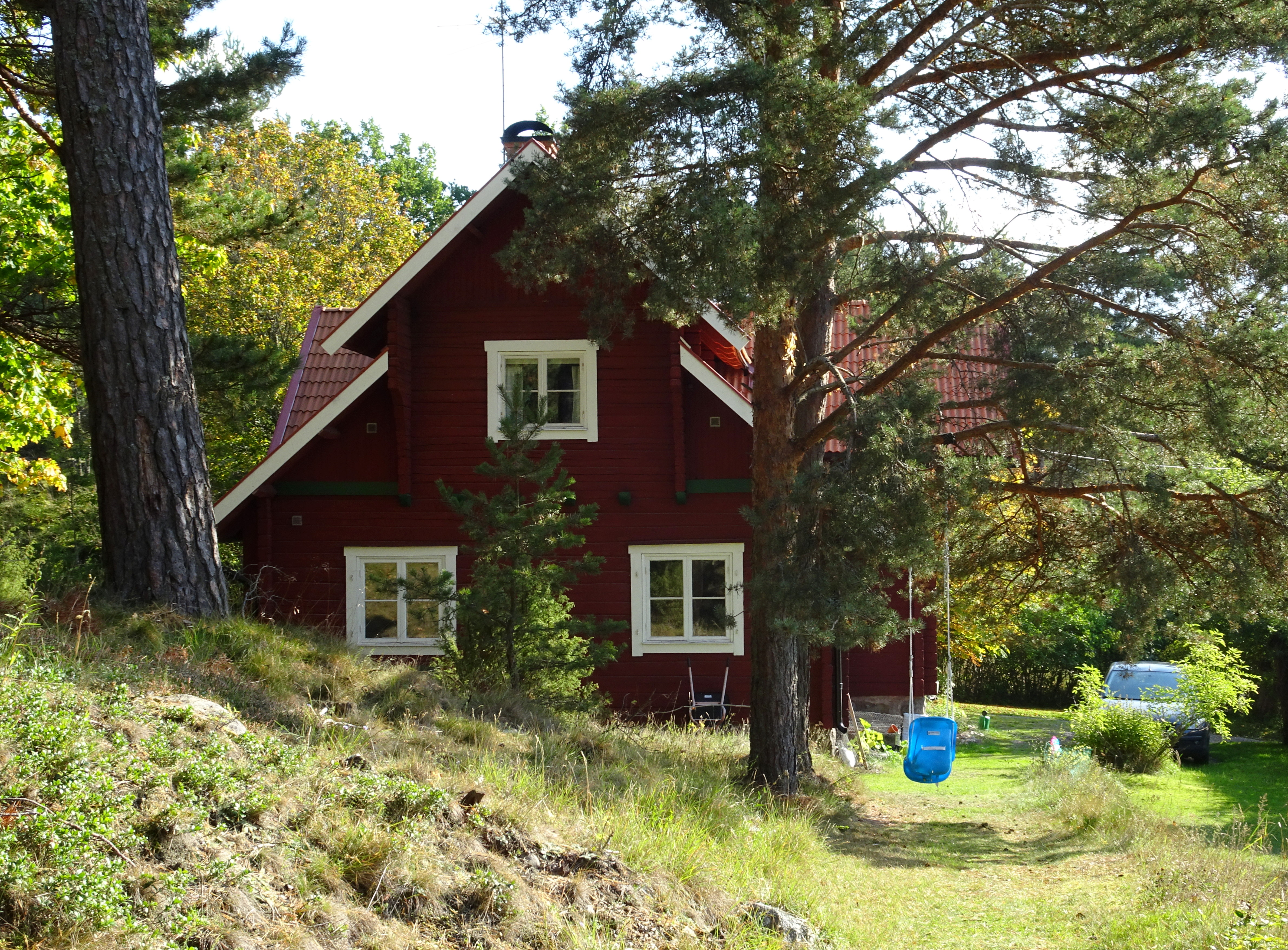
Nor gård
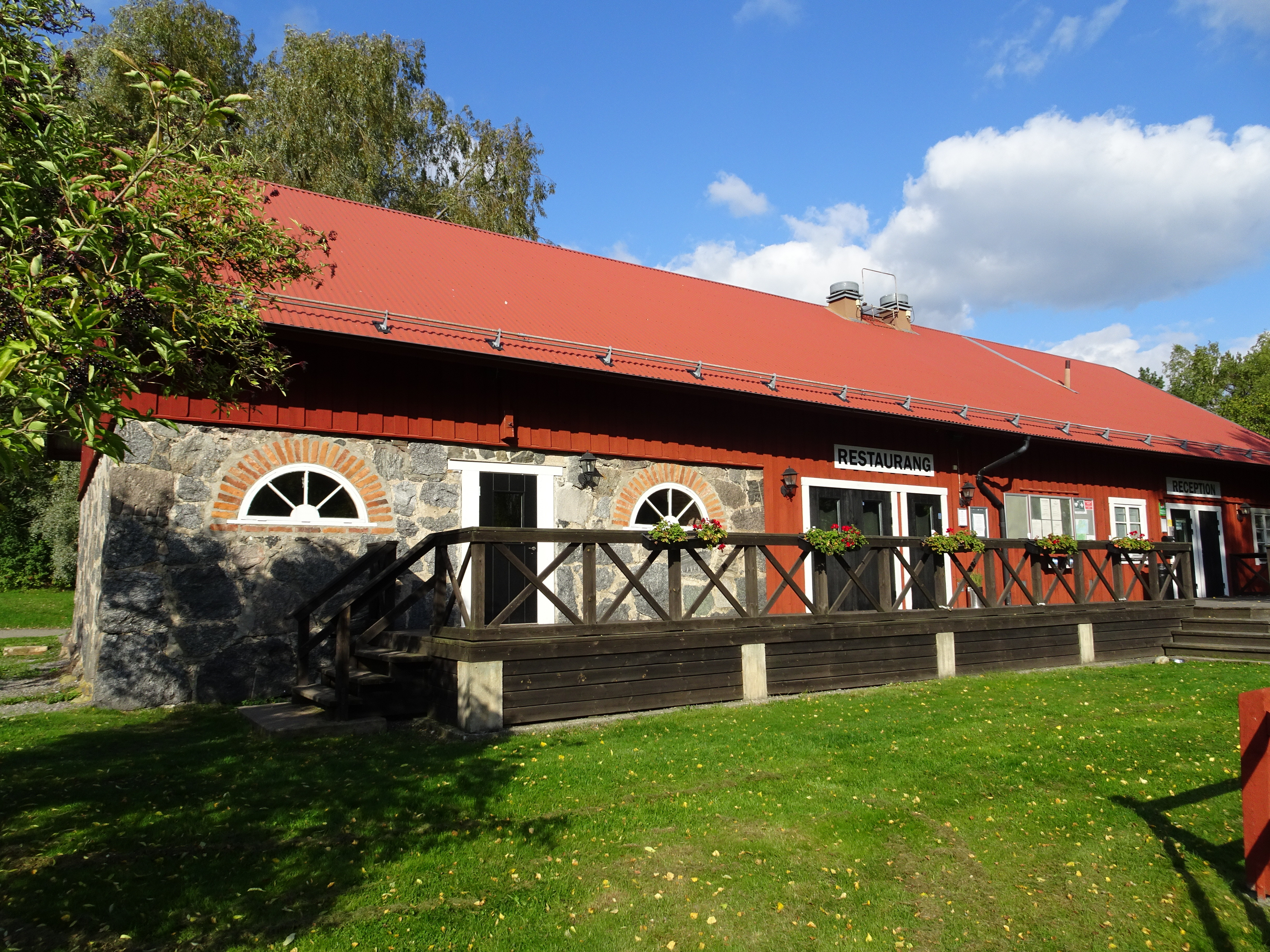
Skälåker (Gålö havsbad, restaurang/reception)

## Naturen

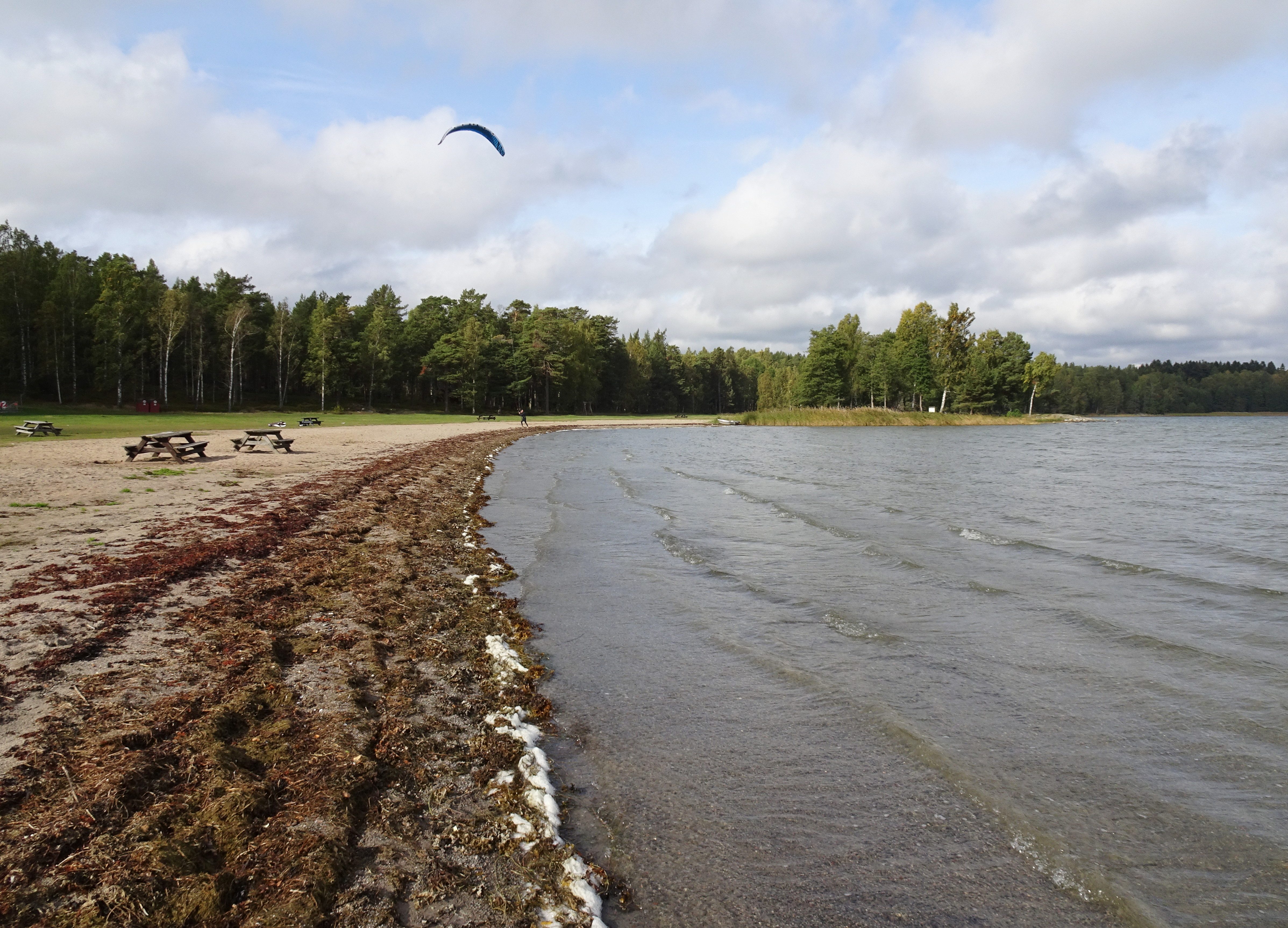
Sandstranden vid Gålö havsbad.

Gålös landskap har präglads under hundratals år av människornas jordbruk och tidigare skogsavverkningar. År 2006 bildades Gålö naturreservat med en areal om 3 835 hektar, därav land 1 750 hektar och en strandlinje på ungefär 50 kilometer med klipp- och sandstränder. En av Stockholms läns längsta sandstränder (cirka 480 meter) finns vid Skälåkersviken tillhörande Gålö havsbad på öns nordöstra del. 
Strax söder om Gålö havsbad ligger halvön Havtornsudd med blankslipade badklippor och vidsträckt utsikt över Mysingen. Runt halvön sträcker sig den 4,5 kilometer långa Havtornsuddslingan.
Landskapet kring Stegsholms gård är ett gammalt kulturlandskap med hagmarker, ekhagar, hällmarker och betade strandängar. Stegsholms ekhagar är ett Natura 2000 område. Genom landskapet väster om Stegsholm leder den 3,3 kilometer långa Stegsholmsrundan.
Mitt på Gålö ligger Norsträsk som är en rest av det forna sundet som delade Gålö i två öar. Här har våtmarken återskapads för att gynna fågellivet. Norsträsk har blivit en häckningsplats för bland annat knipa, kricka, sothöns, gräsand och sångsvan.

### Bilder, naturen

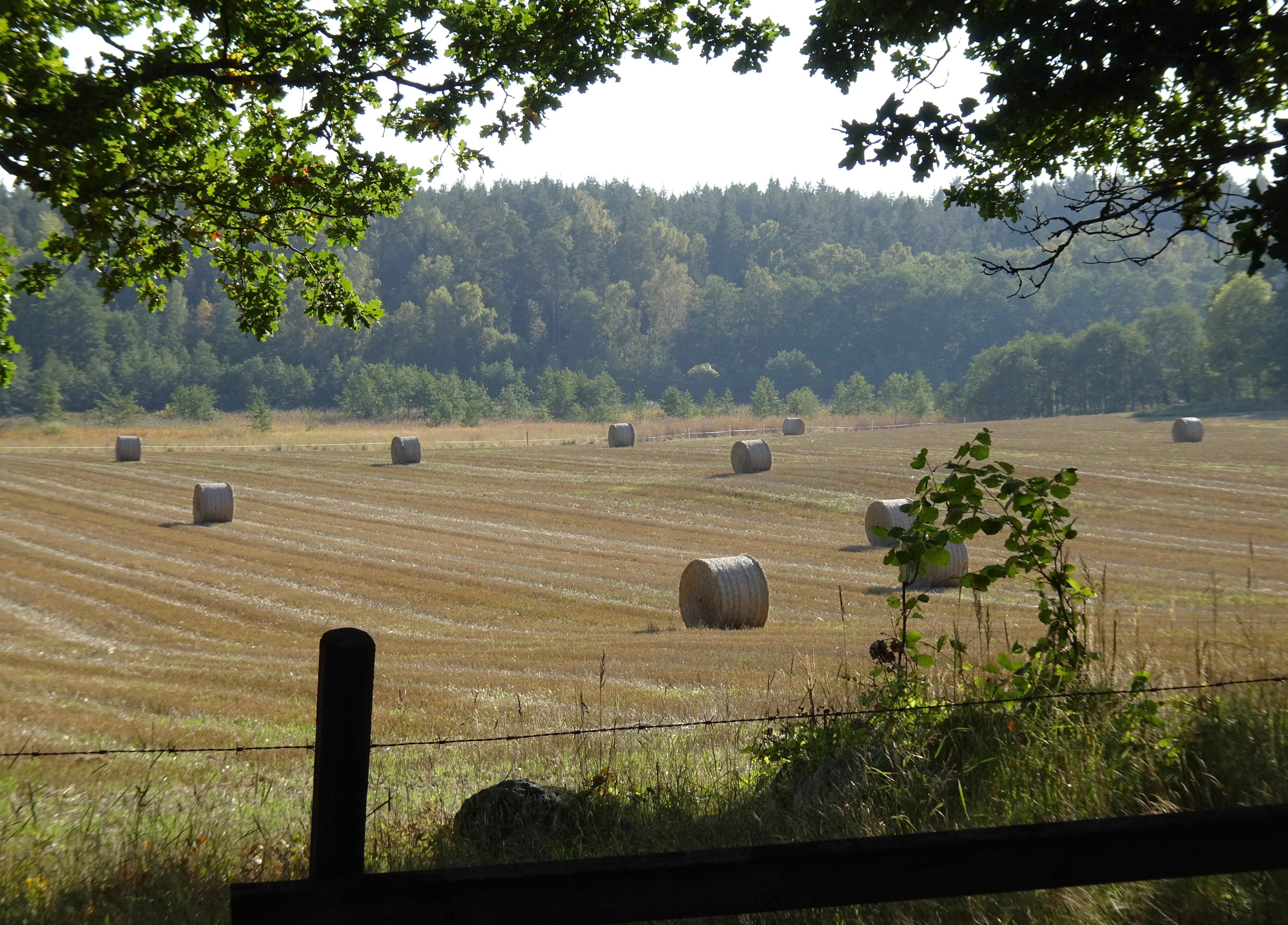
Stegholms odlingslandskap
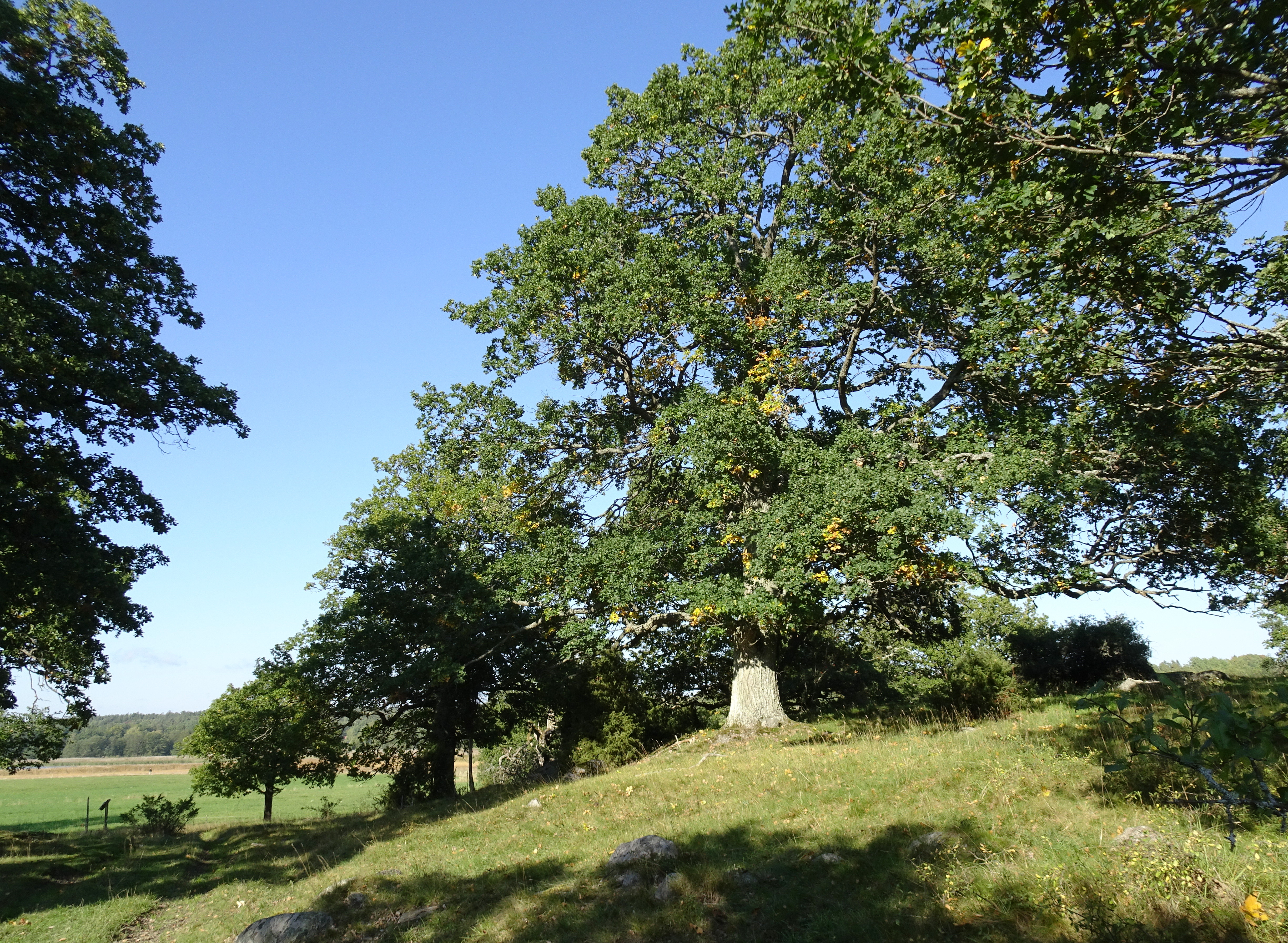
Stegholms ekhagar
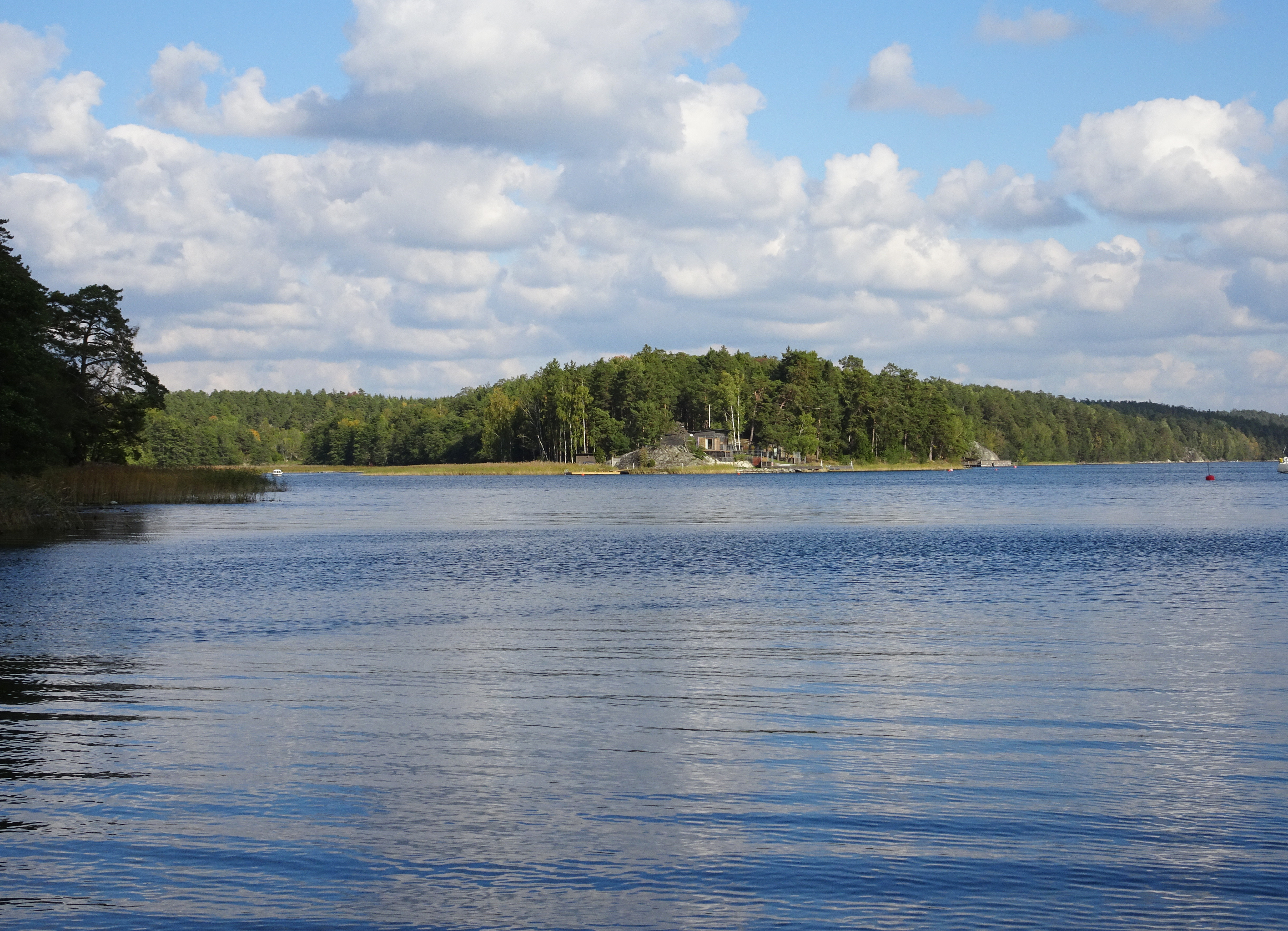
Långgarnsfjärden vid Oxnö
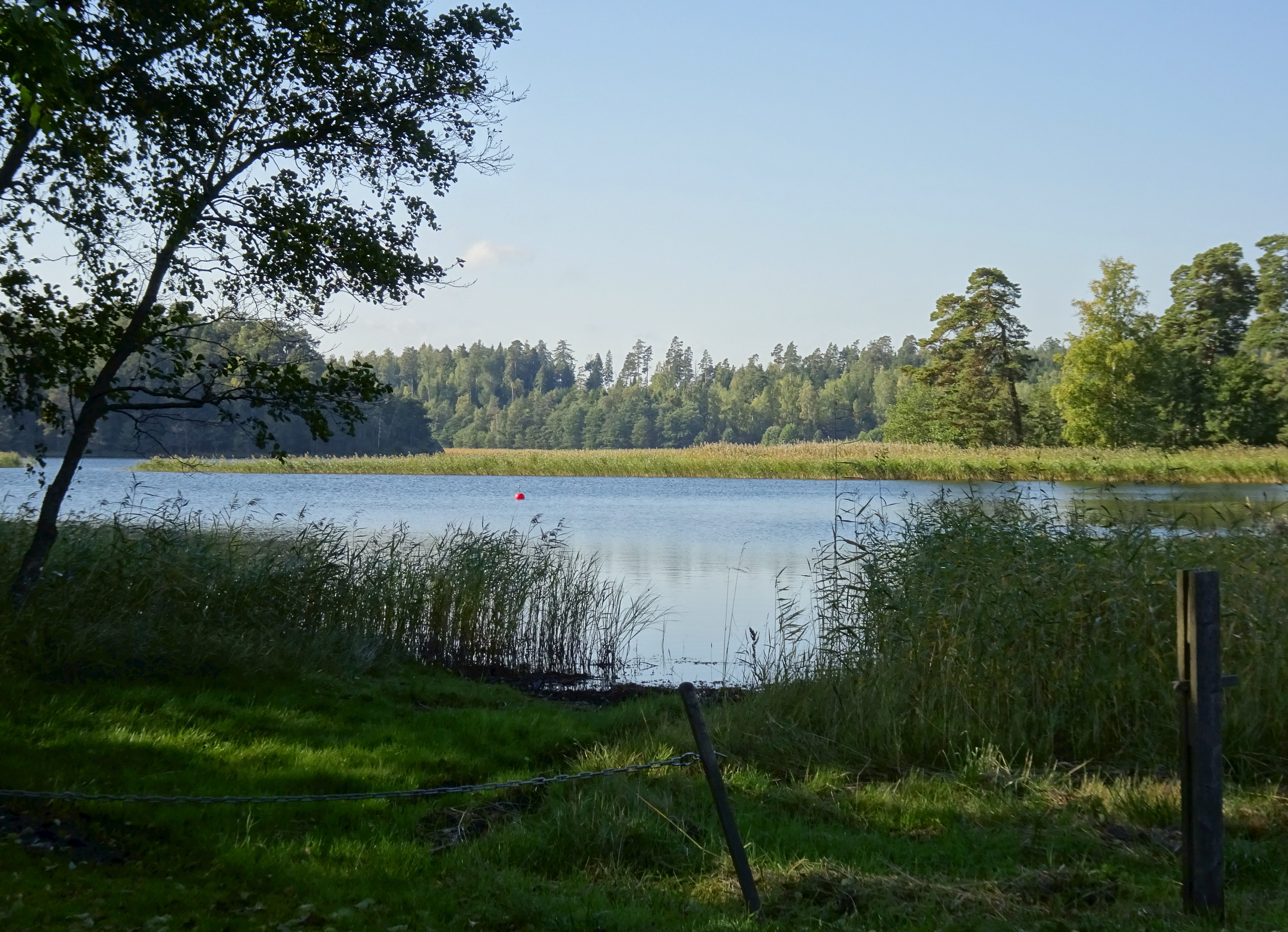
Liåkersviken
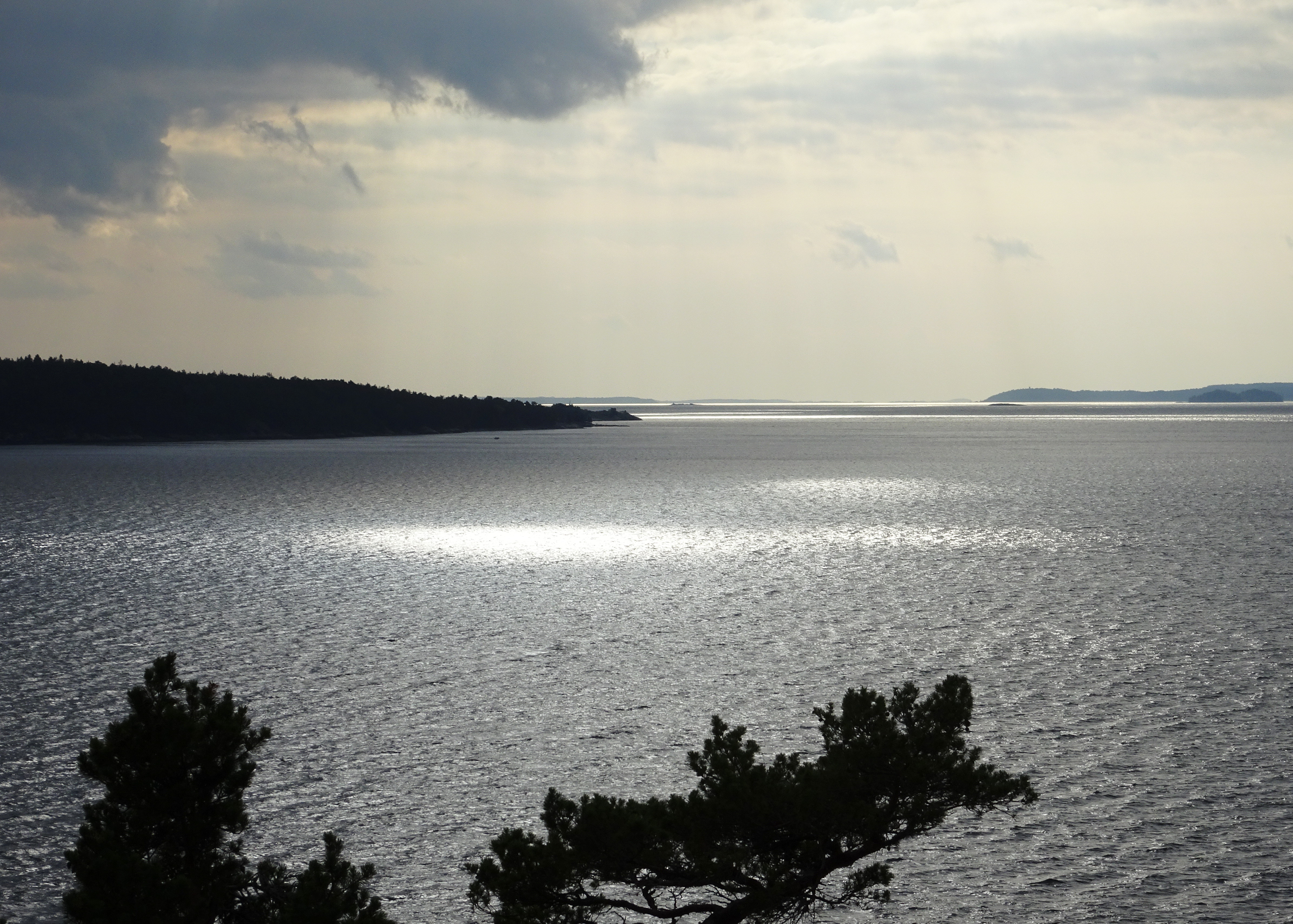
Fåglaröfjärden och Mysingen sedd från Havtornsudd

## Sevärdheter (urval)

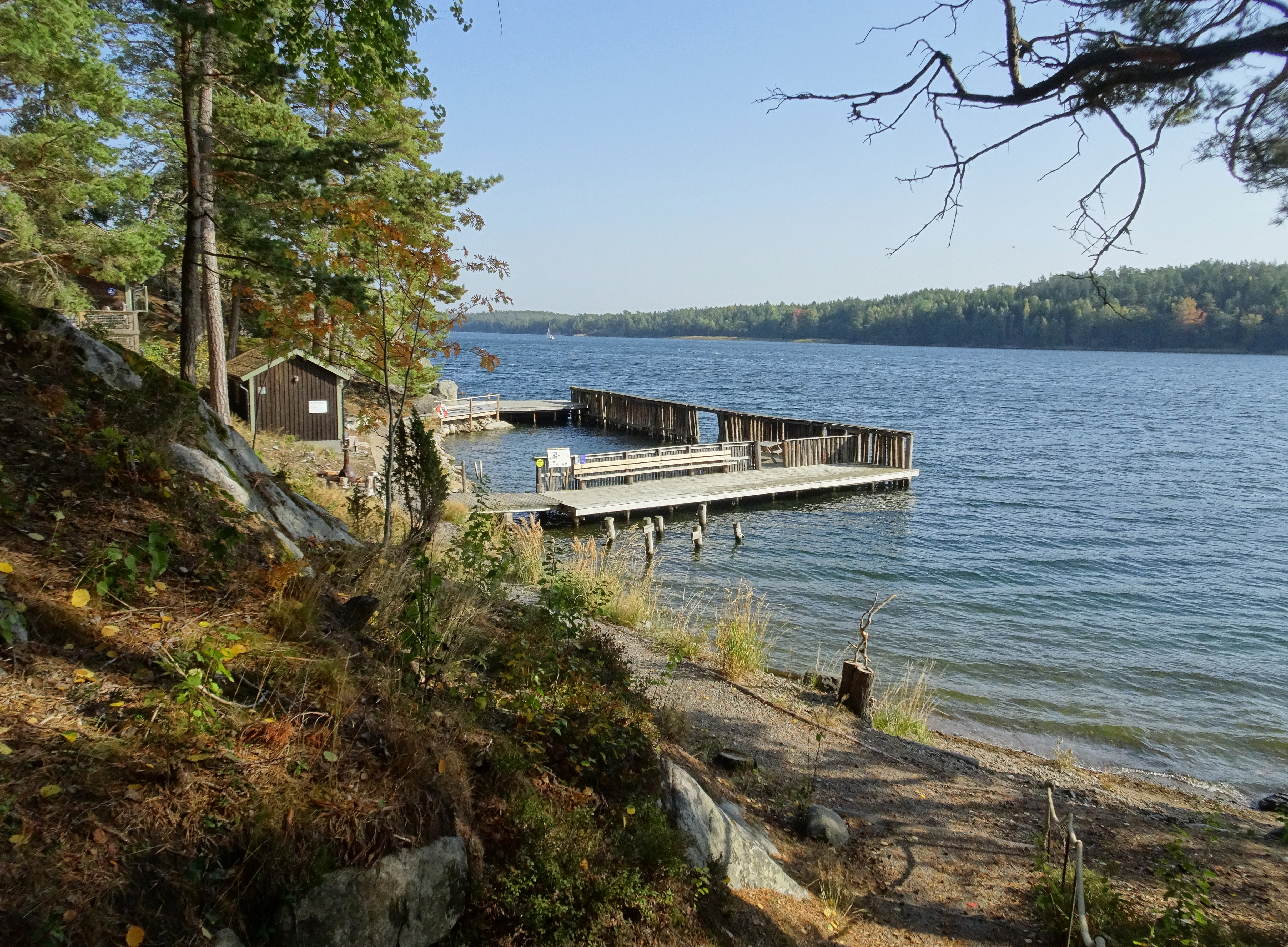
Försöksstationen Palmen.

- Gålö havsbad med bad, stugor och camping
- Stegsholms gård, Gålös största bondgård
- Halvön Havtornsudd och Havtornsuddsslingan.
- Gålös jättegrytor
- Fornborgen vid Noor
- Fornborgen vid Nedre Bihagen
- Gålö Gärsar hembygdsmuseum
- Försöksstationen Palmen
- Veteranflottiljen-Föreningen Mtb-veteraner

## Vandringsleder (urval)
- Lilla Gålöslingan längd 6,5 kilometer (grön markering).
- Stora Gålöslingan längd 11,7 kilometer (röd markering).
- Gålö fornstig längd 3,8 kilometer (orange markering).
- Havtornsuddslingan längd 4,5 kilomter (blå markering).
- Stegsholmsrundan längd 3,3 kilometer (orange markering).

### Bilder, vandringsleder

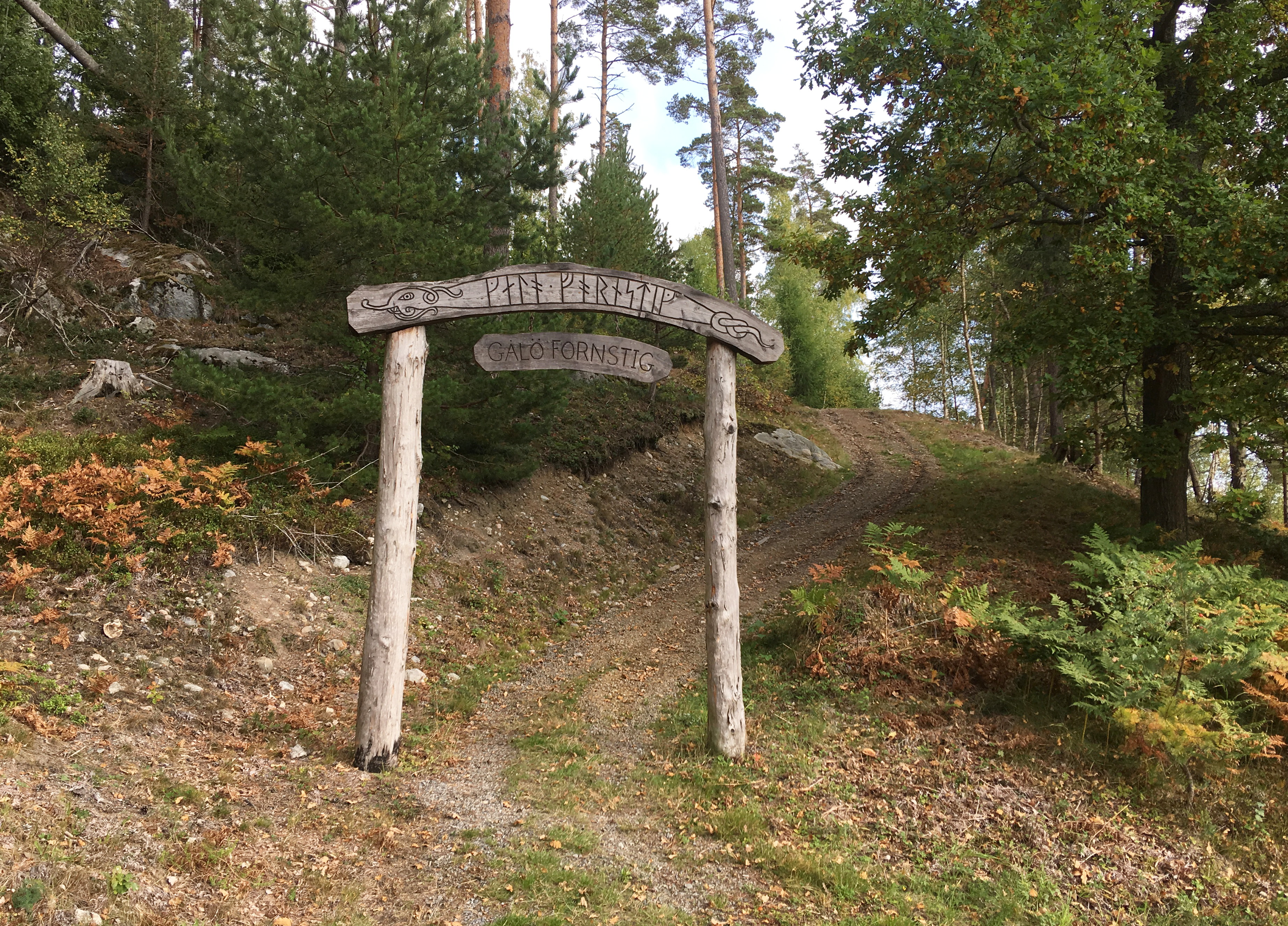
Gålö fornstig
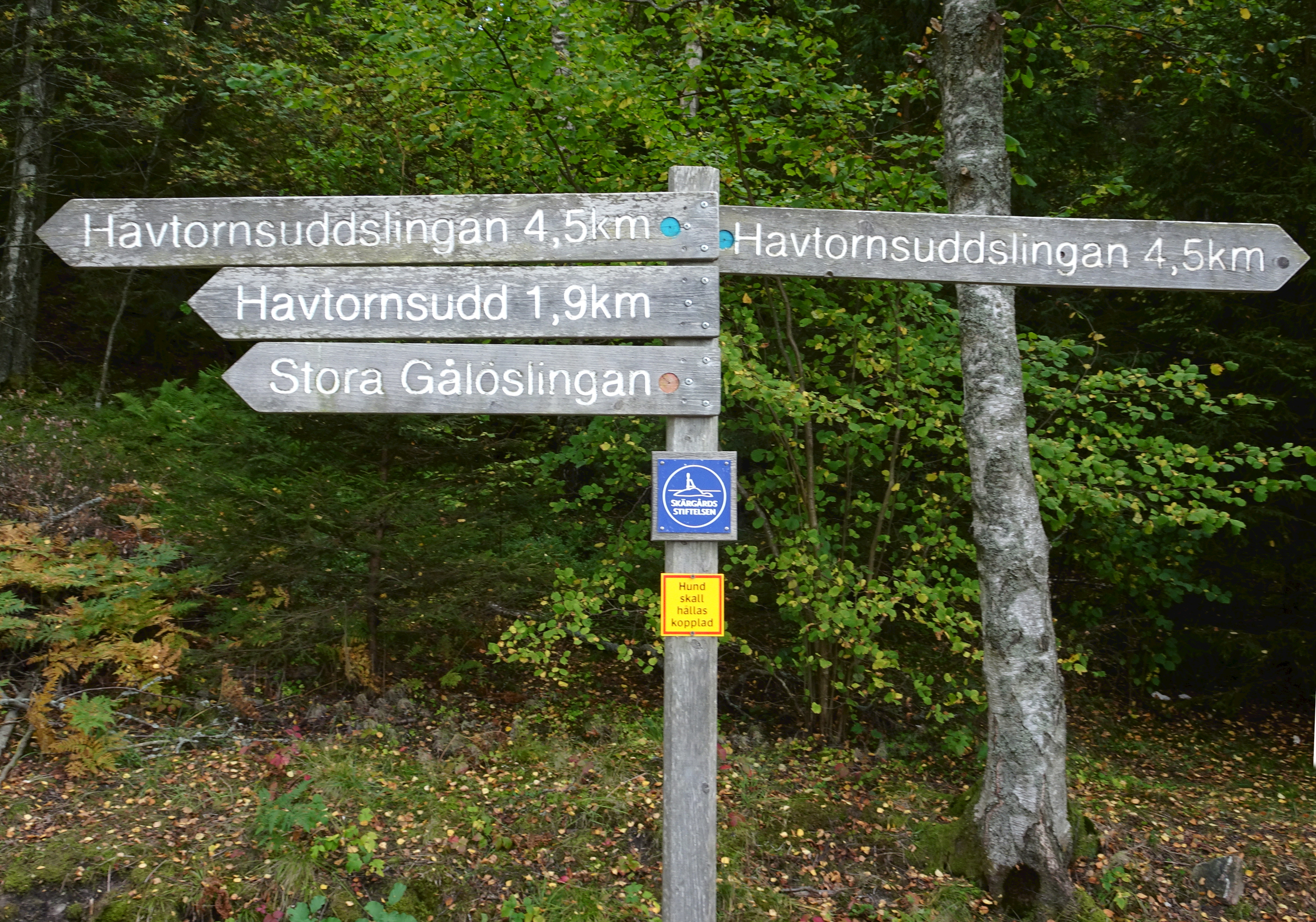
Havtornsuddslingan
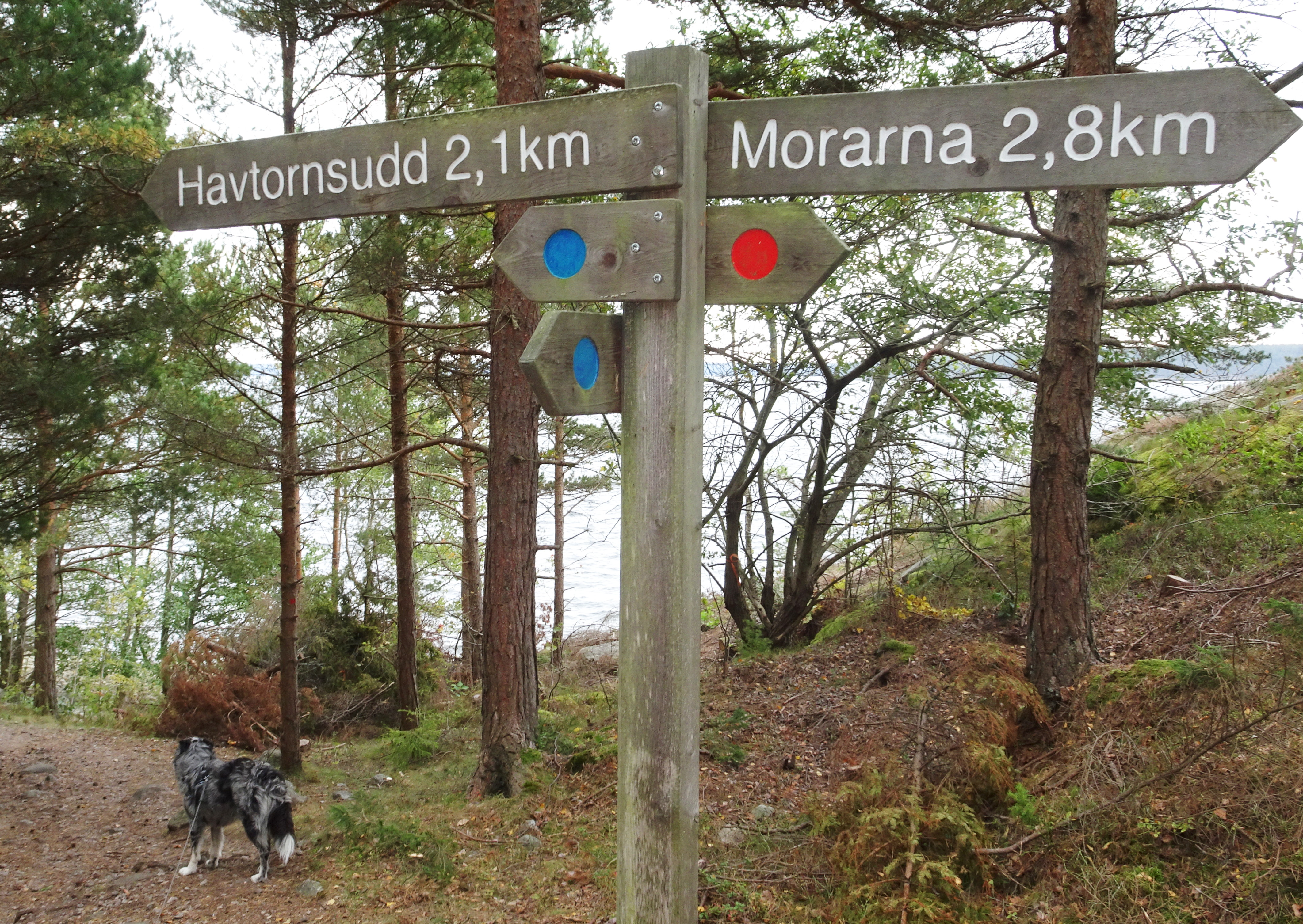
Stora Gålöslingan
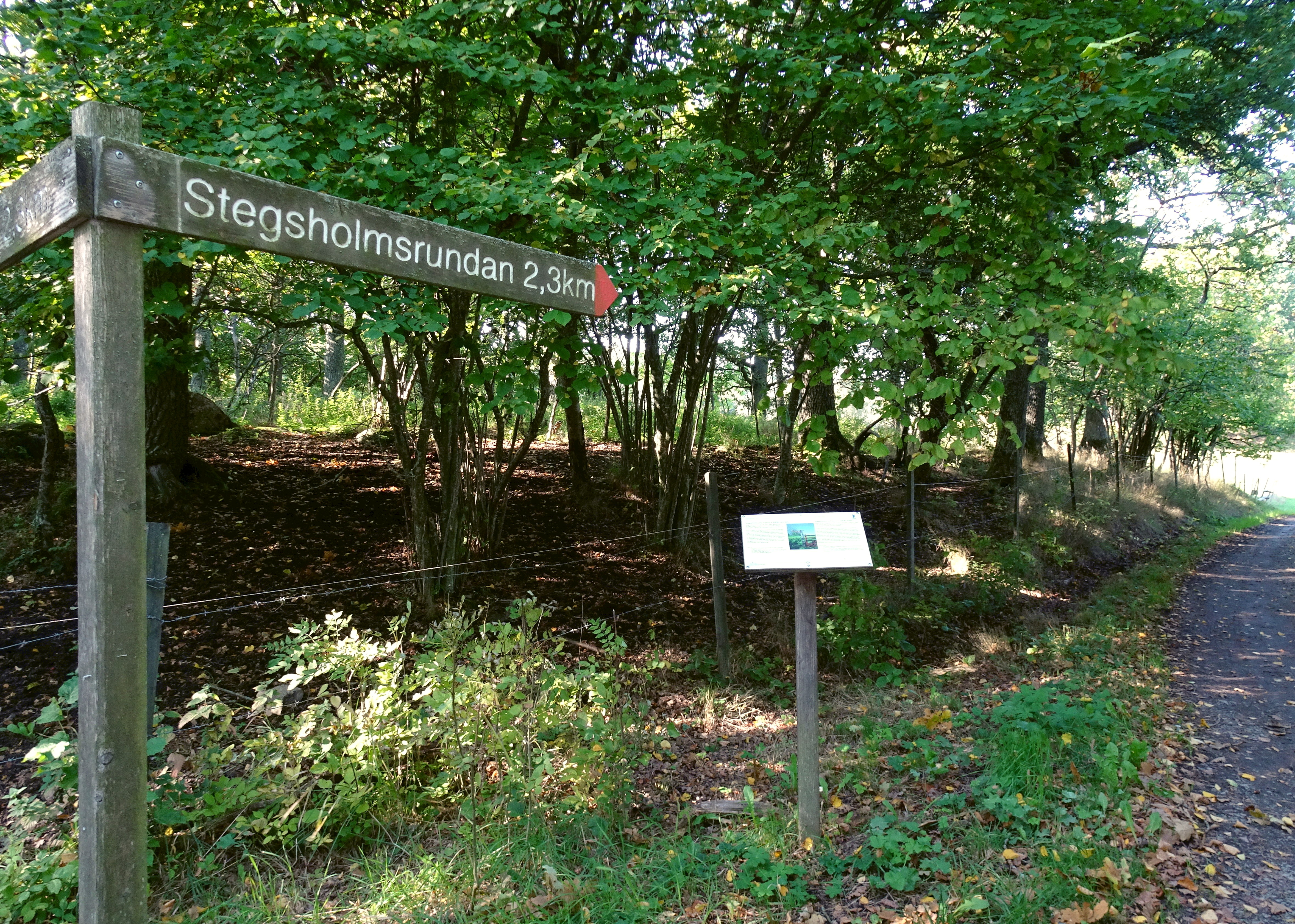
Stegholmsrundan